# Chéhéry
Chéhéry est une ancienne commune française, située dans le département des Ardennes en région Champagne-Ardenne.
Par arrêté no 2015-843 du 29 décembre 2015, à compter du 1er janvier 2016, Chéhéry fusionne avec Chémery-sur-Bar pour créer la commune nouvelle de Chémery-Chéhéry.

## Géographie

### Localisation
Les villages les plus proches de Chéhéry sont Connage, Omicourt et Cheveuges.

## Toponymie
- Chehery en 1793, Chechery en 1801[2].

## Histoire
Le 14 mai 1940, lors de la bataille de France, Chéhéry est atteinte par les Allemands de la 1. Panzer-Division de Friedrich Kirchner et y affrontent des blindés français à l'aube.

## Politique et administration

### Liste des maires
| Période                                  | Période       | Identité               | Étiquette | Qualité |
| ---------------------------------------- | ------------- | ---------------------- | --------- | ------- |
| Les données manquantes sont à compléter. |               |                        |           |         |
| 1900                                     | 1912          | Jean Gustave Tavernier |           |         |
| 1912                                     | 1922          | Léon Patelet           |           |         |
| 1922                                     | 1945          | Paul Tavernier         |           |         |
| 1945                                     |               | Emile Neveux           |           |         |
| avant 1995                               | 2014          | Jean-Marie Neveux      | PS        |         |
| 2014                                     | décembre 2015 | Bernard Riclot         |           |         |

| Période                                  | Période | Identité                     | Étiquette | Qualité |
| ---------------------------------------- | ------- | ---------------------------- | --------- | ------- |
| Les données manquantes sont à compléter. |         |                              |           |         |
|                                          | 1808    | Auclair                      |           |         |
| 1808                                     | 1831    | Jean-Baptiste Tavenaux       |           |         |
| 1831                                     | 1871    | Nicolas Luc Pingard          |           |         |
| 1871                                     | 1873    | Vital Olivier Chovelon       |           |         |
| 1874                                     | 1892    | Auguste Jean-Baptiste Potier |           |         |
| 1892                                     | 1893    | Vital Olivier Chovelon       |           |         |
| 1893                                     | 1900    | Jean-Pierre Lelong           |           |         |

## Population et société

### Démographie
L'évolution du nombre d'habitants est connue à travers les recensements de la population effectués dans la commune depuis 1793. À partir du 1er janvier 2009, les populations légales des communes sont publiées annuellement dans le cadre d'un recensement qui repose désormais sur une collecte d'information annuelle, concernant successivement tous les territoires communaux au cours d'une période de cinq ans. 
Pour les communes de moins de 10 000 habitants, une enquête de recensement portant sur toute la population est réalisée tous les cinq ans, les populations légales des années intermédiaires étant quant à elles estimées par interpolation ou extrapolation. Pour la commune, le premier recensement exhaustif entrant dans le cadre du nouveau dispositif a été réalisé en 2007,.
En 2013, la commune comptait 128 habitants, en évolution de −6,57 % par rapport à 2008 (Ardennes : −1,26 %, France hors Mayotte : +2,49 %).
| 1793 | 1800 | 1806 | 1821 | 1831 | 1836 | 1841 | 1846 | 1851 |
| ---- | ---- | ---- | ---- | ---- | ---- | ---- | ---- | ---- |
| 147  | 166  | 173  | 184  | 207  | 210  | 199  | 224  | 232  |

| 1866 | 1872 | 1876 | 1881 | 1886 | 1891 | 1896 | 1901 | 1906 |
| ---- | ---- | ---- | ---- | ---- | ---- | ---- | ---- | ---- |
| 206  | 191  | 189  | 175  | 155  | 147  | 159  | 158  | 137  |

| 1911 | 1921 | 1926 | 1931 | 1936 | 1946 | 1954 | 1962 | 1968 |
| ---- | ---- | ---- | ---- | ---- | ---- | ---- | ---- | ---- |
| 107  | 102  | 94   | 108  | 95   | 90   | 85   | 108  | 116  |

| 1975 | 1982 | 1990 | 1999 | 2007 | 2012 | 2013 | - | - |
| ---- | ---- | ---- | ---- | ---- | ---- | ---- | - | - |
| 105  | 114  | 120  | 142  | 139  | 128  | 128  | - | - |

## Économie
- Exploitations agricoles.

## Culture locale et patrimoine

### Lieux et monuments
- L'église dédiée à saint Christophe[9].
- Le château de Rocan. L'édifice est inscrit au titre des monuments historiques en 1981[10].

### Légende
Un trésor repose depuis des années enfoui près d'un  lourd chemin de pierre.

### Héraldique
| Armes de Chéhéry | Les armes de Chéhéry se blasonnent ainsi : D’or au sautoir de gueules cantonné en chef et en pointe de deux merlettes de sable, et aux flancs de deux croissants du même, au chef de beffroi d’une tire. |